# Vodní nádrž Auburn

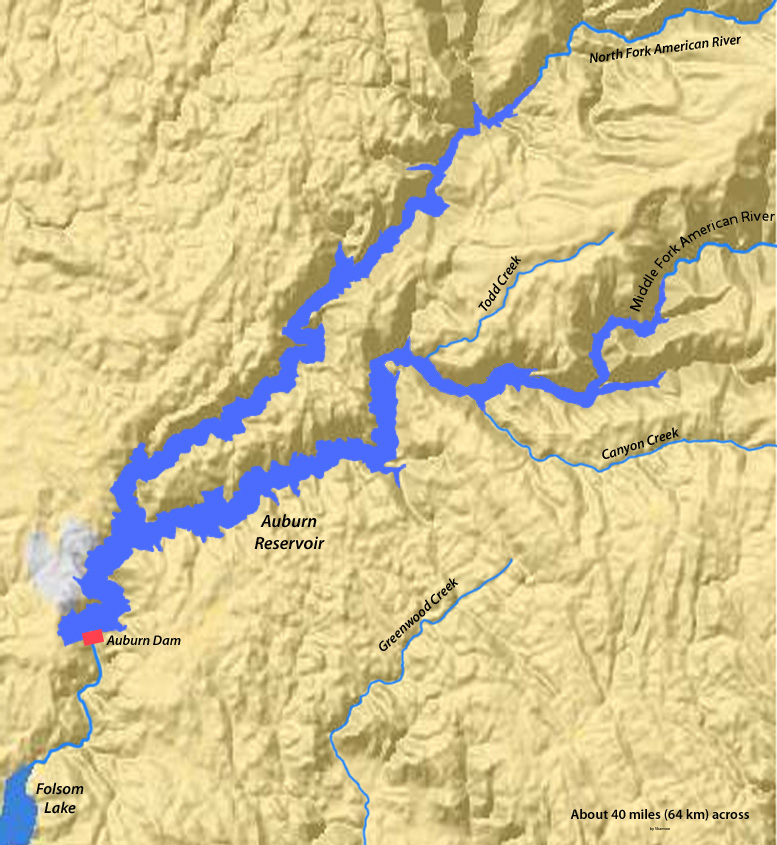
Mapa rozsahu nádrže.

Vodní nádrž Auburn byla plánovanou přehradou na severní větvi řeky American, východně od města Auburn na hranicích okresů El Dorado a Placer v Kalifornii ve Spojených státech. Měla být dokončena v 70. letech 20. století americkým úřadem pro kultivaci. S výškou 209 m by se jednalo o největší klenbovou přehradu na světě. Přehrazením rokle za soutokem středního a severního ramene řeky American a naopak před jezerem Folsom, by se docílilo regulace řeky American a jako součást obřího projektu Central Valley Project by se mohlo dobře předcházet povodním na řece.
Plány a studie na výstavbu přišly v 60. letech 20. století. Stavba byla zahájena v roce 1968 a zahrnovala odklonění severního ramene skrz tunel a výstavbu masivního hliněného kesonu. Následující nedaleké zemětřesení a objev seismického zlomu pod plánovanou přehradou zastavily stavbu z obav, že by navržená hráz nemusela vydržet větší zemětřesení. Projekt byl přepracován a v roce 1980 předložen, ale astronomické náklady a omezená kapacita přehrady udělaly stavbu nelukrativní. Následovaly povodně, které zničily kesony což opět nakrátko vyvolalo diskusi o případném projektu. Kalifornský úřad pro kontrolu vodních zdrojů v roce 2008 zamítl vodní práva (tzv. vodní zákony) k přehradě na základě neuskutečnitelnosti projektu.